# 池ノ上克
池ノ上 克（いけのうえ つよむ、1946年（昭和21年）1月21日 - ）は日本の医師、医学者。専門は周産期医学。宮崎大学名誉教授で、2015年10月から同大学学長を務めた。

## 経歴
鹿児島県鹿児島市出身。1964年長崎県立長崎東高等学校卒業。1970年鹿児島大学医学部を卒業。1972年鹿児島市立病院に産婦人科医員として勤務。その後南カリフォルニア大学産婦人科とカリフォルニア大学アーバイン校産婦人科に留学する。1982年に医学博士号を取得（日本大学）。1990年に鹿児島市立病院産婦人科部長となる。1991年宮崎医科大学産婦人科教授。2003年宮崎医科大学の宮崎大学への統合に伴い宮崎大学医学部附属病院副病院長。2007年宮崎大学医学部長に就任。2010年宮崎大学医学部附属病院長となる。2014年宮崎大学を退任。同大学名誉教授となる。2015年宮崎大学学長に就任。2021年同大学学長を退任。2024年九州医療科学大学学長に就任した。

## 業績
- 宮崎医科大学在任中、リスクの高い出産に対応できる医療体制の構築に尽力し、1994年に全国ワーストであった宮崎県の周産期死亡率を大きく改善させ、5年後には全国トップとなった[3]。

## 職歴
- 日本周産期・新生児医学会副理事長
- 日本母子衛生学会理事長
- 日本産科婦人科学会代議員
- 宮崎県地域医療支援機構代表者会議議長

## 著書
- 『周産期管理』、メディカ出版、2009年

### 共著
- 『院内助産システムガイドブック 産科医と助産師の連携・協働の実際』、医歯薬出版株式会社、2010年
- 『みえる生命誕生―受胎・妊娠・出産』、南江堂、2013年